# Gottfried Balthasar Scharff

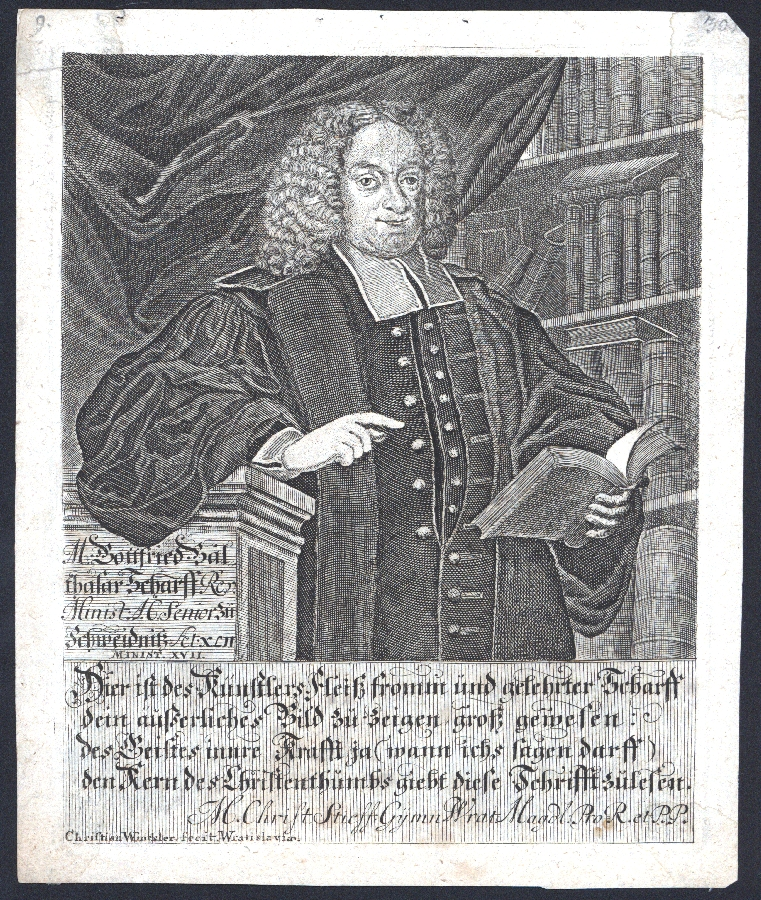
Gottfried Balthasar Scharff

Gottfried Balthasar Scharff (* 19. März 1676 in Liegnitz; † 9. August 1744 in Schweidnitz) war ein lutherischer Theologe, Liederdichter und Erbauungsschriftsteller.

## Leben und Wirken
Nach dem Besuch der Stadtschule in Liegnitz und des Gymnasiums Elisabethanum in Breslau studierte er Theologie in Leipzig und Wittenberg, wurde 1699 Magister, 1700 Pfarrer in Gölschau in Schlesien, 1708 erster Diaconus an der nach dem Friedensschluss von Altranstädt eingerichteten evangelischen Friedenskirche in Schweidnitz und 1737 Pastor primarius als Nachfolger des verstorbenen Benjamin Schmolck. Nach der preußischen Eroberung Schlesiens 1742 wurde er Kirchen- und Schulinspektor des Fürstentums Münsterberg und des Schweidnitzer Kreises.

## Werke
Scharff war umfangreich literarisch tätig. Neben einigen geistlichen Liedern schrieb er:
- gegen den Pietismus:
  - Disputatio de enthusiasmo, 1699
  - Neue Frucht des pietistischen Geistes, 1702 und 1705 (unter dem Pseudonym Wahrlieb)
  - Ueber die Andacht der betenden Kinder in Schlesien, 1708
  - Supplementum historiae litis Arndianae, 1727
- Erbauungsschriften wie:
  - Die Weise wohl zu sterben, 1712
  - Die verkehrte Bibel der Gottlosen in 32 Wochenpredigten, 1717–22 und öfter
  - Gottselige Wittwenbibliothek oder geistliches Hand- und Gebetbuch der Fürstin Elisabeth von Henneberg, nebst Anhang, 1724 u. 44
- Lebensbeschreibungen von Ambrosius Moibanus und Johannes Gigas
- Beiträge zur schlesischen Hymnologie (De hymnorum auctoribus Silesiacis)
- Almosenbibliothek d. h. Nachricht von Schriften, die von Almosen handeln, 1724

Als Herausgeber:
- Lucas Osiander’s Anweisung zum rechten Studium
- Michael Herman’s heilsame Lehre vom wahren Christenthum
- Des Schlesischen Helicons auserlesene Gedichte, 1669
- Schweidnitzer Kirchen- und Hausgesangbuch, 1727

Außerdem war er Herausgeber der „Gelehrten Neuigkeiten Schlesiens“.